# Edward Rothe
Edward Rothe (11 de agosto de 1909 – 7 de diciembre de 1978) fue un director y actor alemán.

## Biografía
Nacido en Teplice, en la actualidad parte de la República Checa, 
Edward Rothe se graduó hacia 1930 en el Seminario Max Reinhardt de Viena, trabajando después en Bremen y Teplice junto a Leopold Ludwig. Más adelante, Rothe trabajó también en Zúrich y Londres. En 1945, junto a  Hugh Greene, jugó un papel decisivo en la formación de la Nordwestdeutscher Rundfunk (NWDR) en Hamburgo. Además de todo ello, Rothe trabajó como director en el Kammerspiele de Hamburgo, así como en teatros de Düsseldorf, Krefeld y el Theater in der Josefstadt de Viena.

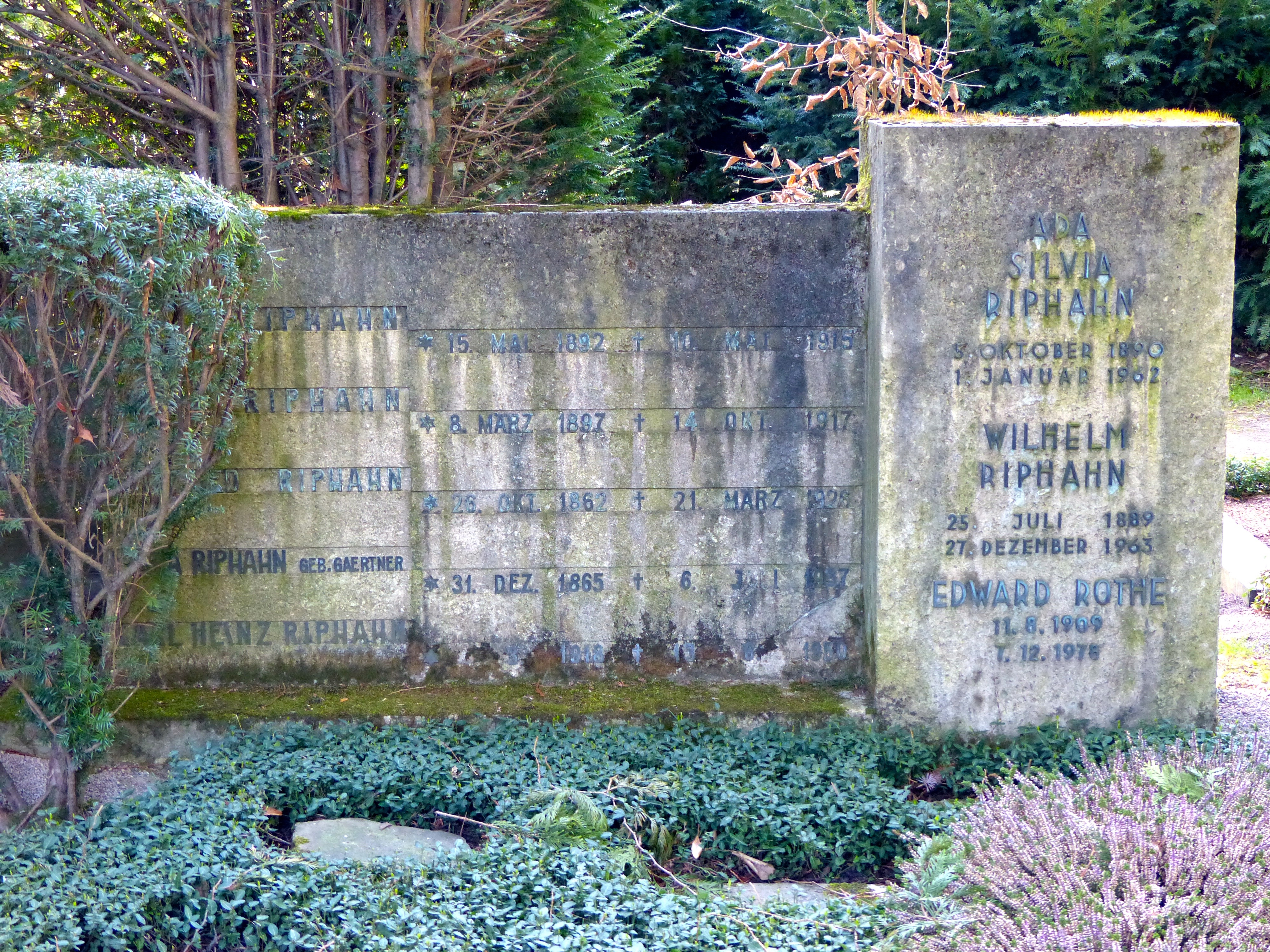
Tumba de la familia Riphahn en el Cementerio de Melaten

A partir de 1950 Edward Rothe dirigió también numerosas emisiones radiofónicas, principalmente para Westdeutscher Rundfunk. En la siguiente década dirigió igualmente para la televisión, escribió guiones y ocasionalmente fue actor hasta finales de los años 1970, participando como tal en la producción Der Strick um den Hals (1975), entre otras.
Edward Rothe falleció en Bergisch Gladbach, Alemania, en el año 1978. Fue enterrado en el Cementerio de Melaten, en Colonia. Había estado casado con la actriz Marlene Riphahn.

## Filmografía

### Director
- 1959 : Peripherie (telefilm)
- 1960 : Das Haus voller Rätsel (telefilm)
- 1960 : Die Dame ist nicht fürs Feuer (telefilm)
- 1961 : Auf der Suche nach Glück (telefilm)
- 1961 : Heute Nacht in Samarkand (telefilm)
- 1961 : Mary Rose (telefilm)
- 1961 : Das Kartenspiel (telefilm)
- 1962 : Heroische Komödie (telefilm)
- 1963 : Im Schatten des Krieges (telefilm)
- 1963 : Mein Bruder Alf (telefilm)
- 1963 : Die Eisenbahn (telefilm)
- 1963 : Sacco und Vanzetti (telefilm)
- 1963 : Die Party (telefilm)
- 1964 : Ein Mann ist soeben erschossen worden (telefilm)
- 1965 : Der Spielverderber – Das kurze, verstörte Leben des Kaspar Hauser (telefilm)
- 1967 : Der Kreidegarten (telefilm)
- 1967 : Der Tod eines Mitbürgers (telefilm)
- 1967 : Der Auswanderer (telefilm)
- 1968 : Tod für bunte Laternen (telefilm)

### Actor
- 1964 : Professor Bernhardi (telefilm)
- 1967 : Dieser Mann und Deutschland (telefilm)
- 1969 : Fink und Fliederbusch (telefilm)
- 1970 : Das weite Land (telefilm)
- 1975 : Der Strick um den Hals (miniserie TV)
- 1977 : Der Weilburger Kadettenmord (telefilm)
- 1977 : In freier Landschaft (serie TV)
- 1978 : Feuerwasser (telefilm)

### Guionista
- 1959 : Peripherie (telefilm)
- 1962 : Heroische Komödie

## Radio

### Director (selección)
- 1950 : Romeo und Julia, de William Shakespeare
- 1951 : Hiob, de Joseph Roth
- 1951 : Major Barbara, de George Bernard Shaw
- 1953 : Die Straße nach Cavarcere, de Harald Zusanek
- 1955 : Atome für Millionen, de Werner Baecker
- 1957 : Die Rechnung ohne den Wirt, de James Mallahan Cain
- 1958 : In einem anderen Land, de Ernest Hemingway
- 1958 : Die kleine Meerjungfrau, de Hans Christian Andersen
- 1959 : Das Haus auf dem Hügel, de Milo Dor y Reinhard Federmann
- 1959 : Gespenst abzugsfähig, de Wolfgang Altendorf
- 1960 : Der Drachenkopf, de Dorothy L. Sayers
- 1960 : Der Tanz aus der Reihe, de Wolfgang Ebert
- 1961 : Der Herr Bezirksrichter, de Josef Martin Bauer
- 1962 : Eine ganz gewöhnliche Geschichte, die sich in Petersburg ereignete, de Fiódor Dostoyevski
- 1962 : Wie er ihren Mann belog, de George Bernard Shaw
- 1963 : Das Dilemma, de Djordje Lebovic
- 1963 : Flucht in die Neujahrsnacht, de Michal Tonecki
- 1965 : Bajar und der Wunderkrug, de Karl-Heinz Schröter
- 1966 : Aus der alten Heimat, de Isaac Loeb-Peretz
- 1966 : Weiße Westen, de Klaus Collier
- 1968 : Der Fürst, de Jacob Zilber
- 1968 : Narren des Glücks, de O. Henry
- 1969 : Das Telefongespräch, de J. Michael Yates
- 1969 : Der Onkel aus Ohio, de Karel Nesvara
- 1970 : Einzelzimmer, de Karol Sidon
- 1970 : Die Carlton-Komödie, de Peter Karvaš
- 1971 : Eine Liebe ist der andern wert, de Donald Howarth
- 1972 : Methode 3, de Rex Stout
- 1972 : Ein schöner Sommertag, de Alain Franck
- 1973 : Der Anruf in der Nacht, de Louis C. Thomas
- 1975 : Arthur Crook auf Umwegen, de Anthony Gilbert
- 1977 : Im Schatten der Saftriesen, de Colin Free
- 1978 : Das schwedische Zündholz, de Antón Chéjov
- 1978 : Tod in Alicante, de James Follet

### Actor
- 1957 : Die Gesetzlosen von Algerien, dirección de Otto Kurth
- 1958 : In einem anderen Land
- 1959 : Pimpanell, dirección de Ludwig Cremer
- 1962 : Phineas Taylor Barnum, dirección de Hermann Pfeiffer
- 1969 : Die schwierige Aufgabe, dirección de Otto Kurth
- 1971 : Englischstunde, dirección de Otto Düben
- 1971 : Heim zu Beulah, dirección de Hermann Naber
- 1973 : Haben Sie Hitler gesehen?, dirección de Hans Gerd Krogmann
- 1974 : Mehr oder weniger kurz vor dem Tode, dirección de Klaus Mehrländer